# Rue de Grancey
La rue de Grancey est une voie du 14e arrondissement de Paris en France.

## Situation et accès
La rue de Grancey est une voie publique située dans le 14e arrondissement de Paris. Elle débute au 20, place Denfert-Rochereau et se termine au 8, rue Daguerre.

## Origine du nom

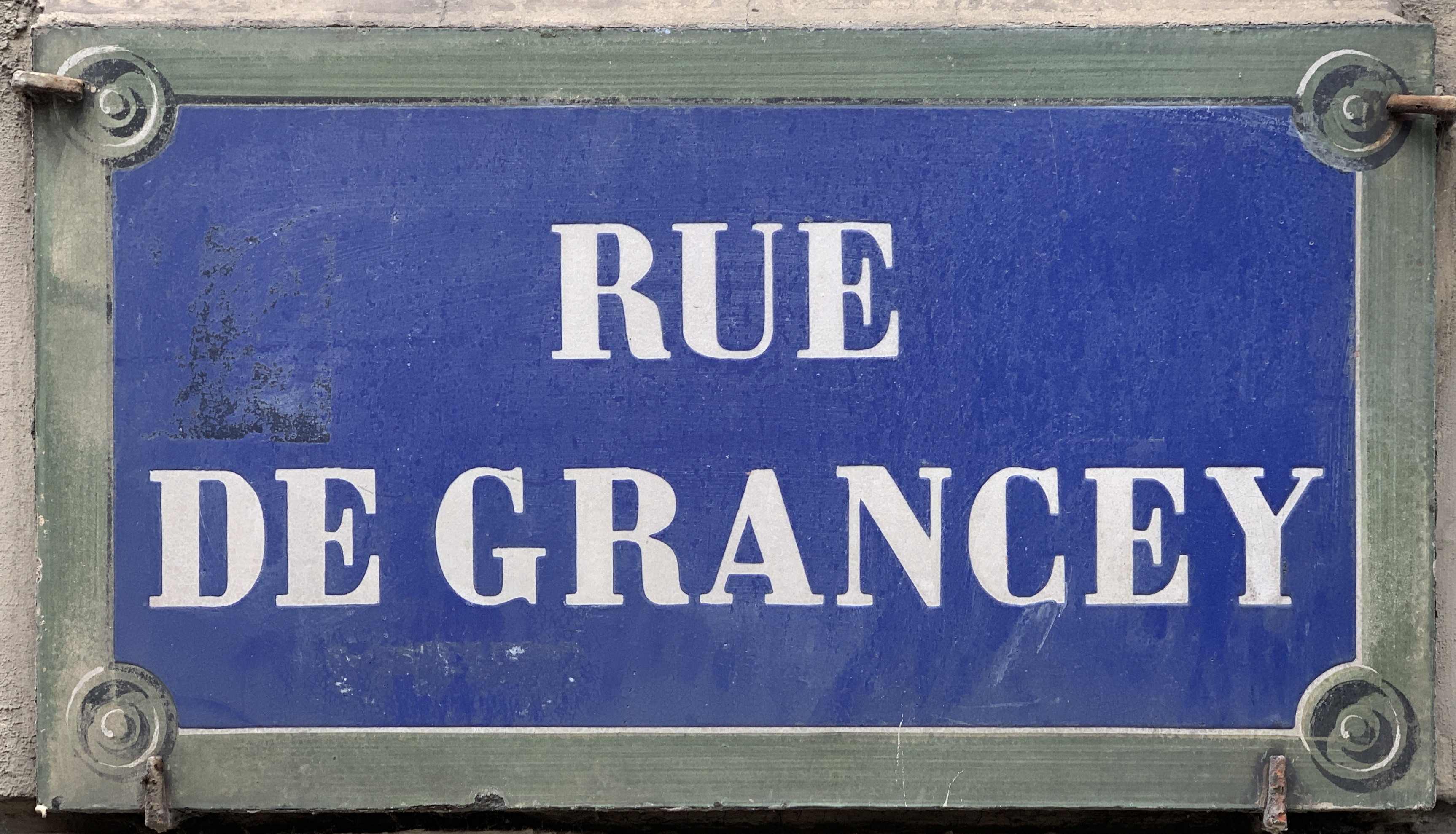
Plaque de la rue.

Elle porte le nom d'Eugène Antonin Mandat de Grancey, colonel des mobiles de la Côte-d'Or, tué à la bataille de Champigny, le 2 décembre 1870,,.

## Historique
Cette ancienne voie du Petit-Montrouge, territoire de la commune de Montrouge du nom de « rue de Lille » et « rue de l'Île » a été rattachée à la voirie de Paris, en 1863, avant de prendre sa dénomination actuelle par arrêté du 10 février 1875.